# Leedey (Oklahoma)
Leedey es un pueblo ubicado en el condado de Dewey en el estado estadounidense de Oklahoma. En el año 2010 tenía una población de 435 habitantes y una densidad poblacional de 435 personas por km².

## Geografía
Leedey se encuentra ubicado en las coordenadas 35°52′7″N 99°20′39″O / 35.86861, -99.34417 (35.868518, -99.344124).

## Demografía
Según la Oficina del Censo en 2000 los ingresos medios por hogar en la localidad eran de $21,667 y los ingresos medios por familia eran $33,125. Los hombres tenían unos ingresos medios de $23,438 frente a los $14,375 para las mujeres. La renta per cápita para la localidad era de $17,151. Alrededor del 19.4% de la población estaban por debajo del umbral de pobreza.